# فرزاد منصوری
فرزاد منصوری (زادهٔ ۱۹ مارس ۲۰۰۲) تکواندوکار اهل افغانستان است.

## حرفه
وی به بازی‌های المپیک تابستانی ۲۰۲۰ راه یافته‌است.